# 7-й Старокиївський провулок (Житомир)
7-й Старокиївський провулок — провулок в Корольовському районі міста Житомир.

## Розташування
Знаходиться на Смоківці. Бере початок від вулиці Саєнка. Прямує на південний схід. Завершується перехрестям з Київським шосе.

## Історія
Забудова провулка почала формуватися до Другої світової війни. Станом на 1968 рік траса провулка сформована; забудова провулка сформована частково.
Перша назва провулка — 3-й Смоківський. У 1971 році, після приєднання села Смоківка до меж міста, 3-й Смоківський провулок перейменовано на 7-й Старокиївський.